# Scott Derrickson
Scott Derrickson (Denver, 16 de julho de 1966) é um roteirista, produtor e diretor cinematográfico estadunidense. Derrickson é reconhecido internacionalmente por dirigir The Exorcism of Emily Rose (2005), Sinister (2012), Deliver Us from Evil (2014) e o filme de super-herói Doctor Strange (2016), do Universo Cinematográfico Marvel.

## Biografia
Derrickson cresceu em Denver, Colorado. Ele se formou na Biola University em Humanidades, com ênfase em filosofia, literatura e bacharelado, comunicação com ênfase em produção cinematográfica, tem também mestrado em cinema pela USC School of Cinema-Television.

## Carreira
Escreveu o roteiro e dirigiu The Exorcism of Emily Rose, filme baseado em acontecimentos reais ocorridos com a jovem alemã Anneliese Michel, envolvendo supostos fenômenos de possessão demoníaca.
Escreveu e dirigiu Doctor Strange, seu trabalho de maior sucesso, arrecadando mais de US$ 677 milhões, tornando-o o sétimo filme de maior bilheteria de 2016. Dirigiu Hellraiser: Inferno.
Em março de 2020, foi anunciado que Derrickson havia sido contratado para escrever e dirigir um filme sobre o Triângulo das Bermudas, aventura de ação da Skydance Media, estrelado por Chris Evans.
Em maio de 2020, Derrickson foi anunciado como o diretor de uma sequência do filme Labyrinth (1986), de Jim Henson. Maggie Levin se juntará a ele na redação do roteiro do filme. Derrickson assinou contrato com a Blumhouse Productions.
Seu trabalho mais recente é o filme The Black Phone, escrito por Scott Derrickson e C. Robert Cargill, dirigido por Scott Derrickson. The Black Phone é uma adaptação de um dos trabalhos de Joe Hill.

## Filmografia
| Ano  | Título                        | Diretor | Roteirista | Produtor  | Notas                  |
| ---- | ----------------------------- | ------- | ---------- | --------- | ---------------------- |
| 1995 | Love in the Ruins             | Sim     | Sim        | Sim       | Curta; Também editor   |
| 2000 | Urban Legends: Final Cut      | Não     | Sim        | Não       |                        |
| 2000 | Hellraiser: Inferno           | Sim     | Sim        | Não       | direto para home video |
| 2004 | Land of Plenty                | Não     | História   | Não       |                        |
| 2005 | The Exorcism of Emily Rose    | Sim     | Sim        | Não       |                        |
| 2008 | The Day the Earth Stood Still | Sim     | Não        | Não       |                        |
| 2012 | Sinister                      | Sim     | Sim        | Executivo |                        |
| 2013 | Devil's Knot                  | Não     | Sim        | Executivo |                        |
| 2014 | Deliver Us from Evil          | Sim     | Sim        | Não       |                        |
| 2015 | Sinister 2                    | Não     | Sim        | Sim       |                        |
| 2016 | Doctor Strange                | Sim     | Sim        | Não       |                        |
| 2021 | Shadowprowler                 | Sim     | Sim        | Executivo | Curta                  |
| 2021 | The Black Phone               | Sim     | Sim        | Sim       |                        |

Reescritas não-creditadas
- Dracula 2000 (2000)
- The Messengers (2007)
- Scream 4 (2011)
- Poltergeist (2015)

Apenas Produtor executivo
- Misunderstood (2014)
- Kristy (2014)
- Snowpiercer (2020–presente)
- Doctor Strange in the Multiverse of Madness (2022)

Co-produtor
- The Visitation (2006)